# Roskilde 6

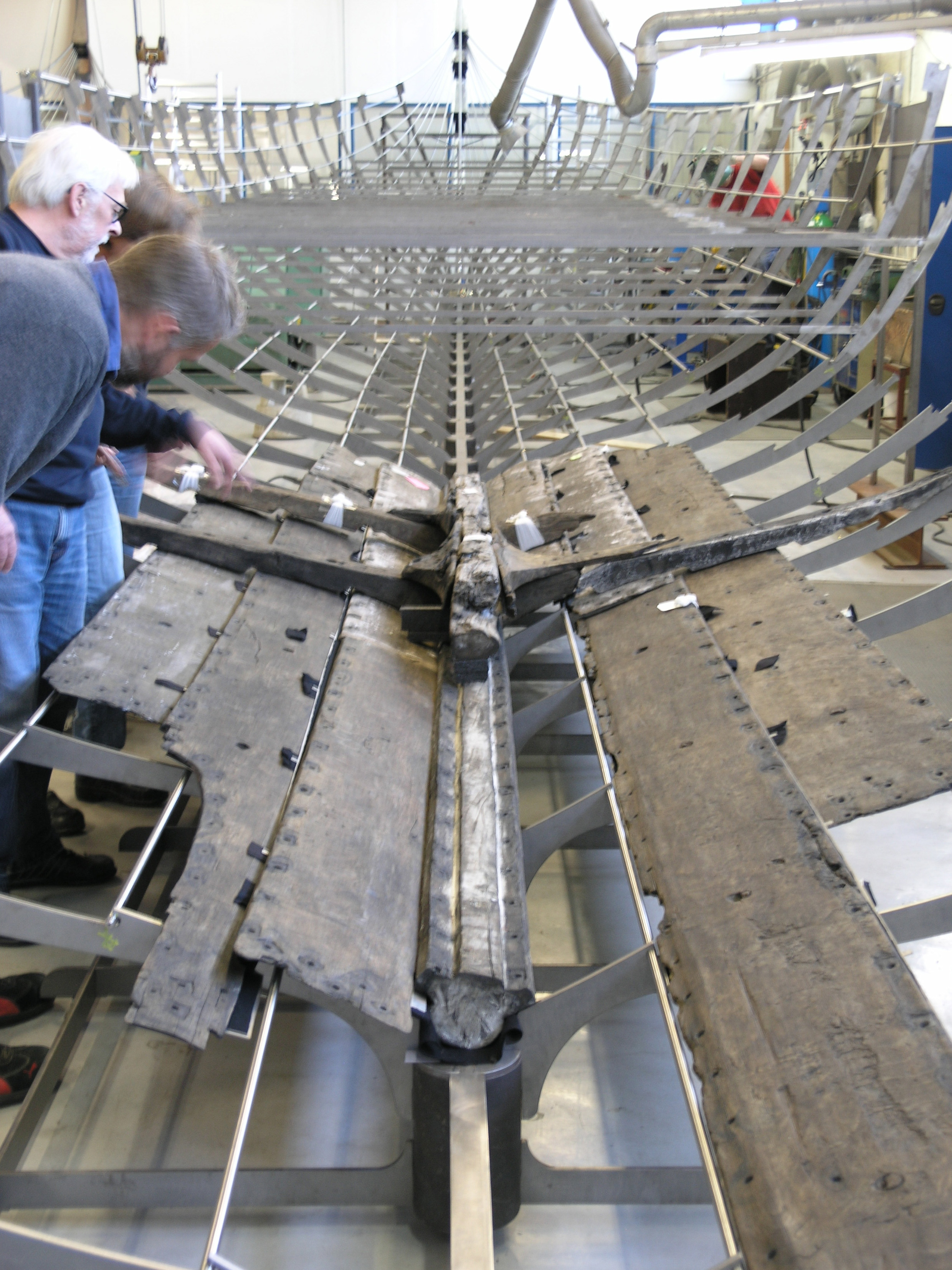
Roskilde 6 under montering på Nationalmuseet i Köpenhamn.

Roskilde 6 är ett vikingaskepp som påträffades 1997 i Roskildefjorden i Danmark i samband med en utbyggnad av Vikingaskeppsmuseet i Roskilde.
Roskilde 6 är det bäst bevarade av nio vikingaskepp som hittades vid grävning av en kanal runt museibyggnaden. Det är omkring 37 meter långt och 3,5 meter brett och därmed det längsta skeppsfyndet från vikingatiden. Djupgående är runt 84 cm. Fartyget är klinkbyggt av ek från ett område runt Oslofjorden i södra Norge och har haft en besättning på nästan 100 man och 78 åror. Det är ett krigsskepp, konstruerat för att transportera krigare och har daterats till omkring 1025.
Skeppen hade skrotats på grunt vatten och de skadades också av grävmaskinerna så av Roskilde 6 återstår bara kölen och delar av styrbordsidan. Delarna, som har konserverats och monterats på ett stålskelett i full storlek, är vanligen utställda på Nationalmuseet i Köpenhamn, men utlånades till  British Museums utställning "Vikings" år 2014.
De övriga skeppen är mindre lastfartyg från medeltiden, omkring 1060–1350. 